# Senboku
Senboku (仙北市?, Senboku-shi) è una città del Giappone situata nella prefettura di Akita.

## Storia
La città è stata formata dall'unione delle cittadine di Tazawako, Kakunodate e dal villaggio di Nishiki il 20 settembre 2005.